# Mitologia malgaska
Mitologia malgaska – mitologia mieszkańców Madagaskaru, przenoszona drogą ustną, poprzez opowiadanie opowieści angano, zwłaszcza epopei Andriambahoaka, w tym cyklu Ibonia.
Tradycyjna mitologia Madagaskaru podejmuje tematy boskiego stwórcy określanego jako Zanahary oraz podziału nieba i ziemi pomiędzy Zanahary i jego syna o imieniu Andrianerinerina, buntowniczego herosa, często występującego w malgaskich mitach. Liczne mity tworzenia kultury malgaskiej służą wyjaśnieniu pochodzenia różnorodnych grup etnicznych. Dla przykładu linia królów Merina odwołuje się do Andrianerineriny, któremu lud Merina oddaje cześć jako synowi boga. W przeciwieństwie do Andrianerineriny słowo Andriamanitra, używane jest na określenie czczonych przodków, odnosi się do ich idoli i amuletów. Bierze swój źródłosłów od zapachu, jaki ma roztaczać się w miejscu obecności boskiego przodka, którego ciała nie można dojrzeć.
Przodkowie ogólnie traktowani są jako dobroczynna siła działająca w świecie żywych, jednak część rdzennej ludności malgaskiej podziela wierzenia, w których dusze przodków mogą stać się angatra, duchami śmierci, jeśli zlekceważy się je bądź wykorzysta. Uważa się, że Angatra straszą na swych grobach oraz zsyłają chorobę i nieszczęście na żyjących, którzy ich obrazili. Szczególnym typem angatra jest kinoly. Ten byt wygląda jak człowiek, ale wyróżnia się czerwonymi oczami i długimi paznokciami. Zajmuje się patroszeniem żywych ludzi. Rytuały takie jak famadihana polegają na powtórnym owijaniu ciał zmarłych co 5-10 lat w świeże ubrania wykonywane ręcznie, określane lamba. Ma to związek z wiarą, że zabezpiecza to kinoly z powodu tradycyjnego związku pomiędzy lamba i mistyczną, świętą siłą życia nazywaną z kolei hasina. Wierzenia związane z siłami i aktywnością przodków różnią się bardzo znacznie pomiędzy poszczególnymi społecznościami na wyspie.
Na całym Madagaskarze lemury często otaczane są czcią i chronione. We wszystkich mitach stworzenia indrisa, zwanego w języku betsimisaraka babakoto, występuje pewien związek pomiędzy lemurem a człowieczeństwem, zazwyczaj dotyczący wspólnego pochodzenia. Istnieją liczne podania wyjaśniające pochodzenie indrisa w szczególności, ale wszystkie wyróżniające się lemury są święte, a człowiekowi nie wolno na nie polować ani ich krzywdzić.
Mitologia malgaska przedstawia również ludzi-pigmejów określanych jako Vazimba, uważanych za pierwotnych mieszkańców tych terenów. Niektórzy Malgasze wierzą, że ci pierwsi mieszkańcy cały czas żyją w najgłębszych matecznikach lasu. W pewnych społecznościach, zwłaszcza zamieszkujących wzgórza, obrzędy związane z kultem przodków mogą rozciągać się wstecz aż do oddawania czci Vazimba jako najstarszym z przodków. Królowie niektórych malgaskich plemion twierdzą, jakoby łączyły ich z Vazimba więzy krwi. Zalicza się tutaj dynastia Merina, która ostatecznie rządziła całym Madagaskarem. Lud Merina podaje, że pochodzi od Vazimba poprzez założyciela linii królewskiej, króla Andriamanelo, którego matka, królowa Rafohy, należała do Vazimba.